# Christian Traoré
Christian Traoré (Copenhague, Dinamarca, 18 de abril de 1982) es un exfutbolista danoguineano que se desempeñaba como defensa.
Su padre es guineano y su madre es danesa.

## Selección nacional
Fue internacional con la selección de fútbol sub-21 de Dinamarca.

### Participaciones en Eurocopas
| Copa                    | Sede            | Resultado      |
| ----------------------- | --------------- | -------------- |
| Eurocopa Sub-16 de 1999 | República Checa | Fase de grupos |

## Clubes
| Club                   | País      | Año       |
| ---------------------- | --------- | --------- |
| FC Copenhague          | Dinamarca | 2000-2005 |
| → Hammarby IF (cedido) | Suecia    | 2002      |
| FC Midtjylland         | Dinamarca | 2005-2007 |
| Hammarby IF            | Suecia    | 2007-2010 |
| → Hønefoss BK (cedido) | Noruega   | 2010      |
| Randers FC             | Dinamarca | 2011      |
| Lyngby BK              | Dinamarca | 2011-2012 |
| HB Køge                | Dinamarca | 2012-2015 |